# 3109 Machin
3109 Machin је астероид главног астероидног појаса са пречником од приближно 22,94 .
Афел астероида је на удаљености од 2,666 астрономских јединица (АЈ) од Сунца, а перихел на 2,235 АЈ.
Ексцентрицитет орбите износи 0,088, инклинација (нагиб) орбите у односу на раван еклиптике 7,180 степени, а орбитални период износи 1401,671 дана (3,837 године).
Апсолутна магнитуда астероида је 11,60 а геометријски албедо 0,076.
Астероид је откривен 19. фебруара 1974. године.